# Madurci
Madurci, treća po brojnosti etnička grupa Indonezije, 7% cjelokupne populacije. Madurci su nastanjeni na otoku Madura (4.000,000) i velik dio na Javi (9.500,000), a ostali u Jakarti, Kalimantanu i Sulawesima i 14.292 (1985) u Singapuru. 

## Jezik
Jezik Maduraca je madurski (bahasa madura, madura, madurese, madhura, basa mathura), član madurske skupine malajsko-polinezijskih jezika. Drugi jezik, također član ove skupine, je kangean, kojim govori istoimeni narod s otočja Kangean.

## Etnografija
Domovina je Maduraca je otok Madura, sa suhom klimom i ne baš plodnom zemljom, koja daje svega dvije žetve riže i duhana godišnje. Kako je na otoku glavni prihod poljoprivreda, prisiljeni su na veoma težak rad na škrtoj zemlji kako bi zadovoljli svoje osnovne potrebe. Zbog toga danas mnogi žive van svoga otoka. Oni što žive na Javi, ne posjeduju zemlju i rade kao ribari i pomorci ili nekvalificirani radnici, ali neki su postali i biznismenima. Madurci su kroz cijelu indoneziju poznati i po svojim sate-ražnjićima i mesnoj juhi soto.